# Pistolet P-83
P-83 – polski pistolet wprowadzony do uzbrojenia na miejsce pistoletu P-64. Strzela nabojem 9 × 18 mm Makarowa, który jest w Polsce używany w P-64 oraz pistolecie maszynowym PM-63.

## Historia
Prace konstrukcyjne nad nowym pistoletem rozpoczęto w drugiej połowie lat 70. Prowadzono je równolegle nad dwoma prototypami. Pierwszy z nich, oznaczony P-78A „TUL”, opracowano w Wojskowym Instytucie Technicznym Uzbrojenia (WITU) w Zielonce. TUL wyposażono w samonastawny bezpiecznik wewnętrzny, sterowany spustem i 12-nabojowy magazynek. Drugi o nazwie WANAD (P-78B) powstał w ośrodku Badawczo-Rozwojowym Zakładów Metalowych „Łucznik” w Radomiu. WANAD wyposażono w skrzydełkowy bezpiecznik nastawny i 8-nabojowy magazynek.
Po przeprowadzeniu badań prototypów, uwzględnieniu poprawek, wykonaniu partii próbnej i uwzględnieniu proponowanych zmian, do produkcji seryjnej skierowano pistolet P-78B.
Konstruktorami pistoletu byli inżynierowie Ośrodka Badawczo-Rozwojowego Zakładów Metalowych „Łucznik” w Radomiu: Ryszard Chełmicki i Marian Gryszkiewicz. Powstały dwa warianty pistoletu. W pierwszym prototypie zastosowano zewnętrzny bezpiecznik skrzydełkowy. Drugi prototyp był pozbawiony bezpiecznika zewnętrznego. Posiadał jedynie zabezpieczenia wewnętrzne, przede wszystkim samoczynną blokadę iglicy zwalnianą poprzez nacisk na spust. W 1983 roku konstruktorzy otrzymali za konstrukcję pistoletu Nagrodę Państwową II stopnia.
Opierając się na konstrukcji pistoletu P-83, skonstruowano i wyprodukowano 10 egzemplarzy nie produkowanego seryjnie pistoletu PT-83 wyposażonego w zintegrowany tłumik dźwięku.
P-83 został przyjęty do uzbrojenia przez Wojsko Polskie, Milicję Obywatelską, Policję, Służbę Bezpieczeństwa. Był także sprzedawany na cywilnym rynku broni. Produkcja seryjną pistoletu P-83 prowadzono w latach 1984–2000.
Następca P-64 został pozbawiony głównych wad swojego poprzednika. Ma pojemniejszy magazynek (o dwa naboje), wygodniejszy chwyt, oraz dzięki większej masie, charakteryzuje go słabsze oddziaływania na dłoń strzelca podczas strzelania (odrzut i podrzut). Mniejsza siła potrzebna jest do samonapinania kurka. Został zaprojektowany tak, aby można go było produkować metodami tłoczenia, zgrzewania i lutowania, zamiast tradycyjnego skrawania, co dało obniżenie materiałochłonności, pracochłonności oraz kosztów produkcji. W czasie projektowania zwrócono szczególną uwagę na zabezpieczenie pistoletu przed strzałem przypadkowym i przedwczesnym. Dzięki dużemu kabłąkowi, może być obsługiwany w rękawicach.

## Konstrukcja

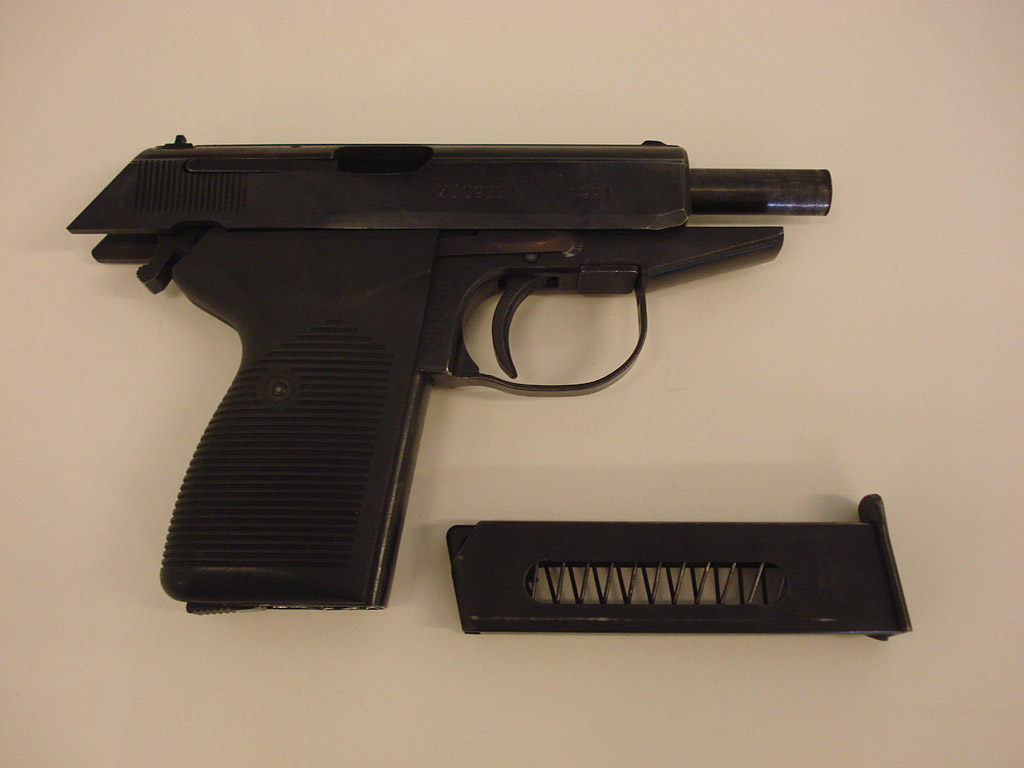
P-83 z zamkiem w tylnym położeniu i magazynkiem

P-83 działa na zasadzie wykorzystania energii odrzutu zamka swobodnego. Mechanizm spustowy z samonapinaniem kurka i przerywaczem, umożliwia tylko ogień pojedynczy. Lufa ma 4 bruzdy prawoskrętne o skoku 252 mm. Funkcję przerywacza pełni występ w tylnej części szyny spustowej. Do samonapinania potrzebna jest siła 50 N. Pistolet ma mechanizm uderzeniowy kurkowy z kurkiem zewnętrznym napędzanym sprężyną działającą na kurek poprzez żerdź kurka. Wyciąg sprężynujący umieszczony jest w zamku. W zamku znajduje się wskaźnik obecności naboju w komorze nabojowej. Po wystrzeleniu ostatniego naboju zamek zostaje zatrzymany w tylnym położeniu. Przyrządy celownicze stałe wyregulowane na 25 m. Do zabezpieczenia pistoletu służy bezpiecznik skrzydełkowy zlokalizowany nad rękojeścią z lewej strony zamka. Ustawienie bezpiecznika w położeniu zabezpieczającym powoduje unieruchomienie iglicy. Pistolet można zabezpieczyć przy kurku napiętym i przy zwolnionym. Przed przypadkowym wystrzałem przy kurku zwolnionym chroni dźwignia zabezpieczająca. Pistolet P-83 w stanie zabezpieczonym można przeładować. Do zasilania służy magazynek pudełkowy, jednorzędowy, mieszczący 8 naboi. Wysoki punkt oparcia pistoletu na dłoni strzelca powoduje, że w znacznym stopniu niwelowany jest podrzut broni, dzięki czemu podczas szybkiego strzelania pistolet łatwo utrzymać jest w celu. Jest to także zasługa naboju Makarowa, jednak w większym stopniu jest to zaleta konstrukcji. Dodatkowym atutem pistoletu są wąskie i relatywnie wysokie przyrządy celownicze, dzięki którym poprawia się stopień widoczności celu. Język spustowy pistoletu, w porównaniu do wielu nowoczesnych konstrukcji, jest umiejscowiony bliżej rękojeści, dzięki czemu użytkownicy o małych dłoniach nie mają problemów z prawidłowym chwytem.

## Odwołanie literackie
Broń wspomniana jest w drugiej części trylogii Millennium Stiega Larssona – Dziewczyna, która igrała z ogniem. Główna bohaterka – Lisbeth Salander, zdobywa go w walce, a następnie wybiera go do realizacji jednego z zadań, ponieważ był węższy i lepiej leżał w dłoni.